# Communauté de communes du Pays de Pierrefort-Neuvéglise
Die Communauté de communes du Pays de Pierrefort-Neuvéglise ist ein ehemaliger französischer Gemeindeverband mit der Rechtsform einer Communauté de communes im Département Cantal in der Region Auvergne-Rhône-Alpes. Der Verwaltungssitz war im Ort Pierrefort.

## Historische Entwicklung
Mit Wirkung vom 1. Januar 2017 fusionierte der Gemeindeverband mit  
- Communauté de communes Caldaguès Aubrac
- Communauté de communes de la Planèze sowie
- Communauté de communes du Pays de Saint-Flour Margeride

und bildete so die Nachfolgeorganisation Communauté de communes des Pays de Caldaguès-Aubrac, Pierrefort-Neuvéglise, Planèze, Saint-Flour Margeride. Die Gemeinden Neuvéglise und Oradour schlossen sich zeitgleich mit anderen Gemeinden zur Commune nouvelle Neuvéglise-sur-Truyère zusammen.

## Ehemalige Mitgliedsgemeinden
Die Mitgliedsgemeinden waren:
1. Brezons
2. Cézens
3. Gourdièges
4. Lacapelle-Barrès
5. Lieutadès
6. Malbo
7. Narnhac
8. Neuvéglise
9. Oradour
10. Paulhenc
11. Pierrefort
12. Saint-Martin-sous-Vigouroux
13. Sainte-Marie